# Chant IV du Paradis
Le Chant IV du Paradis est le quatrième chant du Paradis de la  Divine Comédie du poète florentin Dante Alighieri. Il se déroule dans le ciel de la Lune où se trouvent ceux qui n'ont pas exaucé leurs promesses, dans l'après-midi du 13 avril 1300 ou le 30 mars 1300.

## Thèmes et contenus
- Les Doutes de Dante : versets 1 à 27
- L'Empyrée siège des bienheureux : versets 28 à 63
- La Rupture des vœux : versets 64 à 117
- Le Nouveau Doute de Dante : versets 118 à 142

### Les doutes de Dante: versets 1-27

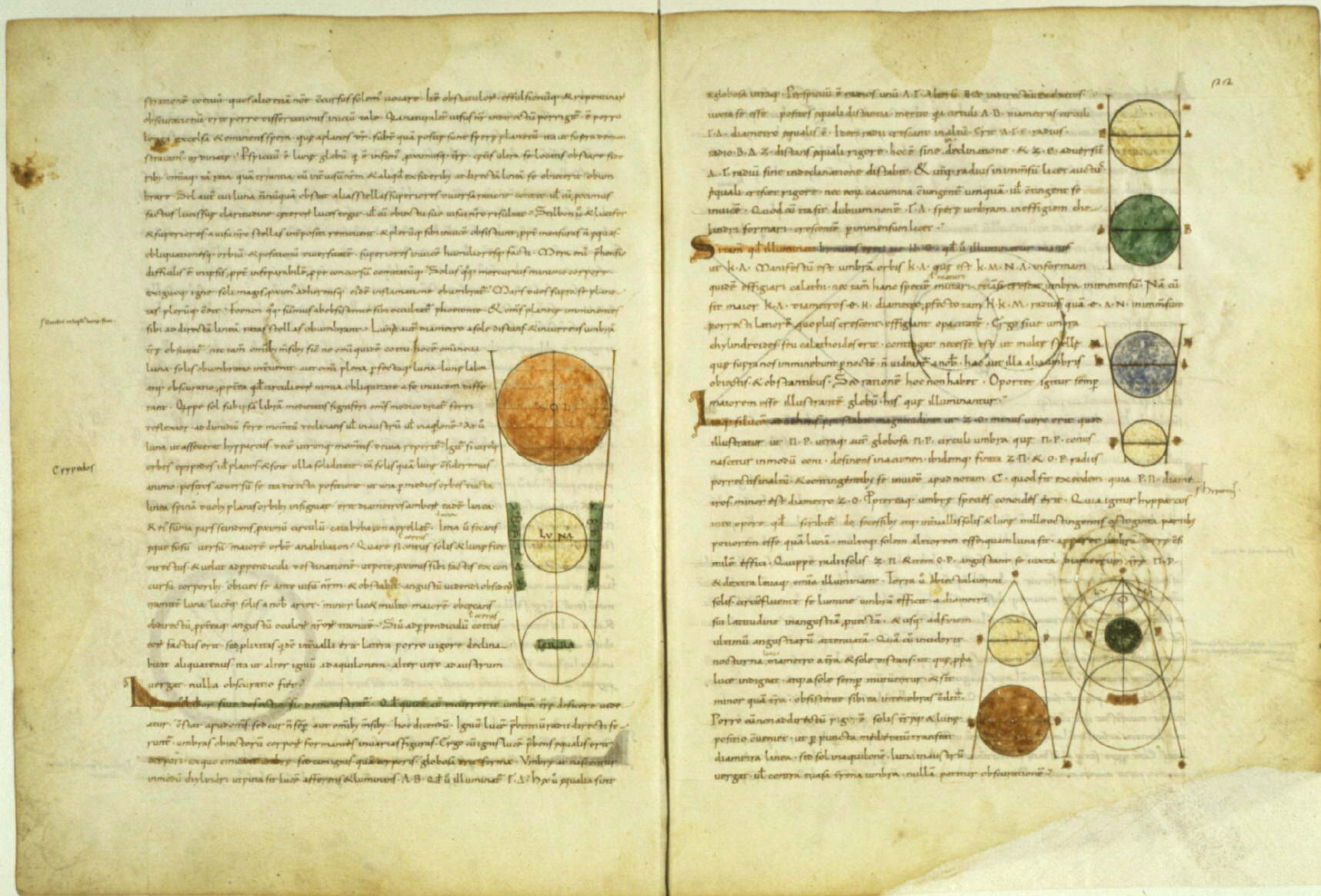
Manuscrit médiéval du Commentaire sur le Timée par Chalcidius.

Les paroles de Piccarda Donati font naître en Dante deux doutes tout aussi tourmentés l'un que l'autre, à tel point qu'il ne sait pas lequel exprimer en premier et est contraint de se taire. Bien que Dante ne parle pas, Béatrice, qui voit tout en Dieu et connaît aussi les pensées de Dante, rend les deux doutes explicites. Le premier concerne le fait que ne pas faire un bien  par la violence des autres (le vœu de Piccarda en l'occurrence) peut diminuer notre mérite. Le second concerne la descente des âmes des étoiles vers les corps humains et leur retour au ciel, selon la théorie de Platon exposée dans le dialogue Timée.

### L'Empyrée, siège des bienheureux: versets 28-63
Béatrice commence à dissiper les doutes de Dante en réfutant la théorie de Platon. Tous les bienheureux résident dans l'Empyrée. Le fait qu'ils apparaissent dans les différents cieux a pour but de mettre en évidence les différents degrés de félicité et a donc une signification symbolique et didactique. Ce n'est que de cette manière, par la voie du sens, qu'elle s'adresse à l'esprit humain. L'écriture de Dieu nous est compréhensible parce qu'elle est adaptée à la capacité de compréhension humaine, et c'est pour la même raison que l'Église représente les anges, qui sont pur esprit, avec des corps humains. Les affirmations du Timée ne correspondent donc pas à la réalité (en supposant que le texte soit correctement compris) où il est dit que toute âme retourne à l'étoile d'où elle est partie en entrant dans un corps humain. Le protagoniste du dialogue platonicien n'est peut-être pas loin de la vérité s'il veut dire qu'il faut attribuer aux sphères célestes une influence sur les âmes. Sur la base de cette croyance, comprise à tort dans un sens absolu, les noms des divinités païennes sont attribués aux corps célestes.

### La rupture des vœux:  versets 64-114
Le second doute de Dante sur le non-respect des vœux dû à la violence d'autrui est jugé moins dangereux par Béatrice, car croire que la justice divine est injuste n'est pas une source d'hérésie, c'est même à sa manière une confirmation de la foi en Dieu.
Béatrice soutient que Piccarda et Constance ne se sont pas opposées à la violence avec l'énergie nécessaire, ce qui serait démontré par le fait qu'elles ne sont pas retournées au cloître à un moment ultérieur où elles auraient pu le faire. Elles n'avaient pas, en somme, la volonté qu'avaient, par exemple, saint Laurent le Martyr, debout sur le gril et Muzio Scevola la main dans le brasero.
Après avoir clarifié ce point, Béatrice introduit un autre thème si complexe que Dante ne pourrait pas le traiter seul. Dans le chant précédent (versets 31-33), elle a rendu Dante certain de la véracité des âmes ; puis il apprend de Piccarda que Costance est toujours restée fidèle dans son cœur aux vœux qu'elle a prononcés, ce qui semble contredire ce que Béatrice vient d'affirmer. Elle rappelle qu'il arrive souvent que l'on fasse quelque chose contre sa volonté afin d'éviter un mal plus grave (elle cite l'exemple mythologique d'Alcméon) ; ainsi, la violence de l'oppresseur se mêle à la volonté de la victime. Une « volonté absolue », c'est-à-dire une volonté libre et inconditionnelle, ne consent jamais au mal ; mais elle y consent en fait si elle craint de tomber dans une culpabilité plus grande. Piccarda a fait allusion à la volonté absolue, Béatrice à la volonté conditionnelle : leurs affirmations sont donc toutes deux vraies.

### Le nouveau doute de Dante: versets 115-142
Ainsi, les paroles de Béatrice, alimentées directement par la vérité divine, satisfont les deux doutes de Dante.
Dante, déclarant qu'il ne peut remercier Béatrice de manière adéquate, reconnaît que l'intelligence humaine est insatiable si elle n'est pas éclairée par la vérité : elle y trouve la paix comme une fée dans sa tanière ; mais de chaque vérité atteinte jaillit un nouveau doute, et il est propre à la nature humaine de s'approcher par degrés du sommet de la vérité. C'est pourquoi Dante manifeste un autre doute : est-il possible de compenser la non-réalisation d'un vœu par des bonnes actions d'un autre type ? Béatrice répond avec un regard pétillant d'amour.

## Analyse
Le Chant IV, considéré comme « l'un des plus doctrinaires du Paradis », ne présente aucun changement de scène ni de nouveaux personnages, mais se développe comme une conférence presque ininterrompue de Béatrice sur les doutes qui ont surgi dans l'esprit de Dante à la suite de la rencontre avec Piccarda racontée dans le Chant III précédent. Il s'agit en fait de doutes d'une grande importance intellectuelle qui remontent à la période où Dante, après la mort de Béatrice, fréquentait assidûment les écoles des religieux et les discussions des philosophes (Convivio, II, 12, 7).
Le deuxième doute formulé est le premier à être expliqué car il concerne directement un problème de foi, à savoir si l'âme est créée et infusée directement par Dieu. Il semble s'opposer à ce dogme que les âmes apparaissent dans des cieux individuels, mais en réalité elles appartiennent toutes à l'Empyrée, ciel non matériel et pure émanation de l'esprit divin. L'argumentation est présentée par Béatrice de manière graduelle et ordonnée, et apparaît prudemment mesurée lorsqu'elle réfute la théorie platonicienne exprimée par Timée dans le dialogue qui lui emprunte le nom. On ignore dans quelle mesure Dante a pu avoir connaissance de ce dialogue, qui fut d'ailleurs jusqu'au XIIe siècle le seul texte platonicien connu directement en Europe occidentale. Béatrice émet en effet quelques réserves quant à l'interprétation correcte à donner aux paroles de Timée (versets 55 et 59).
Le deuxième doute dissous est le premier formulé et concerne la condition de ceux qui ne tiennent pas le vœu qu'ils ont fait parce qu'ils y ont été contraints par la violence. S'il est vrai, comme c'est le cas, que Piccarda et Costance ont subi des violences, comment se fait-il qu'elles soient ici «  liées par manque de vœu »  (Paradis, III, verset 30), c'est-à-dire qu'elles jouissent d'un degré de félicité quelque peu limité ? Le doute ne remet pas en cause les principes de la doctrine chrétienne, mais il souligne combien la justice de Dieu est, dans certains cas, difficilement compréhensible pour l'esprit humain.
Béatrice, toujours avec un raisonnement impeccable et un vocabulaire typiquement scolastique (philosophique), fait la distinction entre la volonté absolue (du latin absolutus, qui signifie libre, dissous) et la liberté conditionnelle, reconnaissant qu'il n'est pas facile de rencontrer des exemples de vertu tels que ceux, éminents, de Saint Laurent et de Mucius Scevola.
L'argumentation exhaustive suscite chez Dante une profonde gratitude, exprimée avec un raffinement de langage qui rappelle la poésie amoureuse médiévale (versets 118-123), enrichie de métaphores insolites (verset 127 : l'esprit qui s'apaise dans la vérité comme un cireux ; versets 130-131 : le nouveau doute comme un surgeon au pied d'un arbre ; verset 132 : le progrès graduel vers la vérité comme on monte de colline en colline vers le sommet). Une dernière métaphore (verset 138 : statera, c'est-à-dire balance, pour indiquer la justice divine) apparaît dans la formulation du dernier doute, que Dante exprime cette fois avec ses propres mots au lieu de laisser Béatrice en avoir l'intuition.